# Cabalzarite
La cabalzarite è un minerale.

## Etimologia
Il nome è in onore del professore e mineralogista amatoriale svizzero Walter Cabalzar (1919-2007), studioso dei minerali del cantone dei Grigioni